# Джузеппе Перукетті
Джузеппе Перукетті (італ. Giuseppe Peruchetti, 30 жовтня 1907, Гардоне-Валь-Тромпія — 21 травня 1995, Гардоне-Валь-Тромпія) — італійський футболіст, що грав на позиції воротаря, зокрема за клуби «Брешія», «Амброзіана-Інтер» та «Ювентус», а також національну збірну Італії. Також футбольний тренер.

## Клубна кар'єра
Народився 30 жовтня 1907 року в місті Гардоне-Валь-Тромпія. Вихованець футбольної школи клубу «Дж. Бернарделлі».
У дорослому футболі починав протягом 1926—1928 років у нижчолігових команд «Боїфава» і «Вілла Когоццо».
1928 року продовжив кар'єру в «Брешії», де поступово став основним голкіпером і де відіграв загалом вісім сезонів своєї ігрової кар'єри. 
Після цього у 1936 році перейшов до міланської «Амброзіани-Інтер», у складі якої був основним воротарем протягом наступних чотирьох років. Двічі, в сезонах 1937/38 і 1939/40, ставав у складі «Інтера» чемпіоном Італії. Причому другий із цих титулів здобув і як тренер, адже того сезону поєднував виступи на полі з тренерською роботою в команді.
Завершував ігрову кар'єру протягом 1941–1944 років у складі туринського «Ювентуса».

## Виступи за збірну
1936 року провів дві офіційні гри у складі національної збірної Італії.

## Кар'єра тренера
Отримав перший досвід тренерської роботи під час виступів за «Амброзіану-Інтер» у сезоні 1939/40.
У другій половині 1940-х двічі очолював тренерський штаб «Реджини».
Помер 21 травня 1995 року на 88-му році життя у місті Гардоне-Валь-Тромпія.
| Дата      | Місто    | Господарі | Результат | Гості   | Турнір           | Голи | Примітки |
| --------- | -------- | --------- | --------- | ------- | ---------------- | ---- | -------- |
| 17-5-1936 | Рим      | Італія    | 2 – 2     | Австрія | товариський матч | -2   |          |
| 31-5-1936 | Будапешт | Угорщина  | 1 – 2     | Італія  | товариський матч | -1   |          |
| Усього    |          | Матчів    | 2         |         | Голів            | -3   |          |

## Титули і досягнення
- Чемпіон Італії (2):

«Інтернаціонале»: 1937-1938, 1939-1940
- Володар Кубка Італії (2):

«Інтернаціонале»: 1938-1939
«Ювентус»: 1941-1942